# بلر ویلیامز
بلر ویلیامز (انگلیسی: Blair Williams؛ زادهٔ ۲۸ مارس ۱۹۹۴ در لوما لیندا، کالیفرنیا) بازیگر پورنوگرافی و مدل اروتیک اهل ایالات متحده آمریکا است.

## زندگی‌نامه
بلر در شهر لومه لیندا ایالت کالیفرنیا متولد شد و به عنوان معلم در یک مهد کودک کاتولیک شروع به کار کرد، حرفه ای که با تحصیلات دانشگاهی او در این زمینه ارتباطات داشت.
وی در سال ۲۰۱۵ در تلویزیون واقع‌نما The Factor Sex شرکت کرد و مورد توجه قرار گرفت، مسابقه ای که توسط آسا آکیرا ارائه شد و در آن هشت مرد و ۸ زن برای تبدیل شدن به یک ستاره پورنو رقابت کردند. بلر ویلیامز در رقابت‌های بانوان در این رقابت‌ها پیروز شد و با یک شرکت در صنعت فیلم پورنو قرارداد بست.
او در همان سال ۲۰۱۵ با ۲۱ سال به عنوان یک بازیگر زن پورنوگرافی شروع به کار کرد. او برای ناشرانی چون هاسلر، دیجیتال پلی‌گراوند، ناتی آمریکا و ویکسن تا کنون فعالیت کرده‌است.
وی در سال ۲۰۱۷ به اولین عنوان نامزدی خود در جشنواره‌های جوایز صنعت پورن دست یافت، او در جوایز AVN به عنوان بهترین صحنه سکس دهانی به خاطر فیلم Mouth Magic و بهترین صحنه سه نفره Oil Overload 15 معرفی شد. او همچنین نامزد دریافت جایزه در XBIZ برای بهترین صحنه سکس در فیلم Preacher's Daughter شد.
وی در سال ۲۰۱۸ نیز نامزد ۴ عنوان جایزه در AVN شد.
وی تاکنون در بیش از ۲۶۰ فیلم به عنوان بازیگر ظاهر شده‌است.